# Miss France 2001
 (décembre 2021).
Si vous disposez d'ouvrages ou d'articles de référence ou si vous connaissez des sites web de qualité traitant du thème abordé ici, merci de compléter l'article en donnant les références utiles à sa vérifiabilité et en les liant à la section « Notes et références ».
 (décembre 2021).
- Si vous ne connaissez pas le sujet, laissez ce bandeau (vous pouvez alors contacter les auteurs).
- Si vous supprimez le contenu mis en cause (vous pouvez préalablement contacter les auteurs),

argumentez précisément cette suppression dans la page de discussion
(un manque de référence n'est pas un argument ; une recherche réelle de référence doit avoir été effectuée, être formellement documentée).
Miss France 2001 est la 71e élection de Miss France. La soirée inaugure à l'image le nouveau centre de congrès monégasque, la salle des Princes du Forum Grimaldi. C'est la seule fois de son histoire où l’élection de Miss France s'est déroulée en territoire étranger.
La cérémonie est diffusée en direct sur TF1 et est présentée pour la 6e année consécutive par Jean-Pierre Foucault.
Élodie Gossuin, Miss Picardie 2000 remporte le titre et succède à Sonia Rolland, Miss France 2000. C'est la troisième fois que la Picardie remporte le titre, après Lyne Lassalle en 1936 et Sylviane Carpentier en 1953. Élodie se classera ensuite 10e à Miss Univers 2001 et sera élue Miss Europe 2001 à Beyrouth. 

## Classement final
| Résultats        | Candidates | Concours internationaux                                  |
| ---------------- | --- | -------------------------------------------------------- |
| Miss France 2001 | - Miss Picardie - Élodie Gossuin | Top 10 à Miss Univers 2001 (10e place), Miss Europe 2001 |
| 1re dauphine     | - Miss Corse - Stéphanie Faby |                                                          |
| 2e dauphine      | - Miss Poitou - Marine Clouet |                                                          |
| 3e dauphine      | - Miss Lyon - Nawal Benhlal | Non classée à Miss International 2001                    |
| 4e dauphine      | - Miss Flandre - Élise Duboquet |                                                          |
| Top 12           | - Miss Midi-Pyrénées - Carine Bedoya (5e dauphine) - Miss Cévennes - Estelle Rouquette (6e dauphine) - Miss Alsace - Tiffany Rohrbach - Miss Anjou - Hélène Leroyer - Miss Languedoc - Raphaële Navarro - Miss Marche-Limousin - Priscilla Perrault - Miss Pays de l'Ain - Tiphaine Guérineau |                                                          |

### Prix attribués
| Prix        | Candidates                           |
| ----------- | ------------------------------------ |
| Prix Miluna | Miss Artois-Hainaut - Aurore Stouder |

## Ordre d'annonce des finalistes
| 1. Miss Languedoc 2. Miss Pays de l'Ain 3. Miss Corse 4. Miss Lyon 5. Miss Midi-Pyrénées 6. Miss Alsace 7. Miss Cévennes 8. Miss Flandre 9. Miss Marche-Limousin 10. Miss Picardie 11. Miss Poitou 12. Miss Anjou | 1. Miss Poitou 2. Miss Flandre 3. Miss Picardie 4. Miss Lyon 5. Miss Corse |

## Préparation
Le voyage de préparation des candidates a lieu au Québec.
L'élection se tient à Monaco, dans la Salle des Princes du Grimaldi Forum, inauguré en juillet 2000. C'est l'unique fois de son histoire où l’élection de Miss France se déroule en dehors du territoire national,. 

## Déroulement
Les candidates ouvrent la cérémonie en costume régional, puis est diffusé leur portrait par groupe de 15 candidates, entrecoupé par la présentation du jury. Les candidates défilent ensuite en maillot de bain puis en robe de soirée. Les 12 demi-finalistes sont annoncées et défilent en robe de soirée, accompagnées de Richard Sanderson qui chante Reality. Elles sont ensuite interrogées par Jean-Pierre Foucault. Les 12 demi-finalistes défilent en maillot de bain, puis le top 5 est annoncé. 
Patricia Kaas, la comédie musicale Roméo et Juliette, Sonia Rolland et Patrick Bruel se produisent également durant l'élection. 

## Jury
Le jury complet a été dévoilé le 6 décembre 2000.
| Membre                          | Notes                                                                                             |
| ------------------------------- | ------------------------------------------------------------------------------------------------- |
| Alain Delon (président du jury) | Acteur                                                                                            |
| Frank Lebœuf                    | Footballeur, champion du monde en 1998, d'Europe en 2000                                          |
| Jean-Pierre Pernaut             | Présentateur du Journal de 13 heures de TF1                                                       |
| David Douillet                  | Judoka, champion olympique en 1996 et en 2000                                                     |
| Robert Sabatier                 | Écrivain, membre de l'Académie Goncourt                                                           |
| Marina Anissina                 | Champions du monde et d'Europe de patinage artistique en 2000, champions de France de 1996 à 2001 |
| Gwendal Peizerat                | Champions du monde et d'Europe de patinage artistique en 2000, champions de France de 1996 à 2001 |
| Vladimir Cosma                  | Compositeur                                                                                       |
| Patricia Spehar                 | Miss France 1997                                                                                  |

## Candidates
| Région                    | Nom                 | Élue à                    | Résidence                    |
| ------------------------- | ------------------- | ------------------------- | ---------------------------- |
| Miss Albigeois            | Émilie Alberge      | Lisle-sur-Tarn            | Saint-Juéry                  |
| Miss Alsace               | Tiffany Rorhbach    | Bischheim                 | Guebwiller                   |
| Miss Anjou                | Hélène Leroyer      | Vern-d'Anjou              | Angers                       |
| Miss Aquitaine            | Laëtitia Cozza      | Montpon-Ménestérol        | Puch-d'Agenais               |
| Miss Artois-Hainaut       | Aurore Stouder      | Saint-Amand-les-Eaux      | Bruille-Saint-Amand          |
| Miss Auvergne             | Sophie Gonin        | Jussac                    | Trévol                       |
| Miss Berry                | Pauline Claudet     | Châteauroux               | La Guerche-sur-l'Aubois      |
| Miss Bourgogne            | Joy Grimal          | Autun                     | Dijon                        |
| Miss Bretagne             | Mélanie Guyomard    | Saint-Herblain            | Brest                        |
| Miss Calédonie            | Virginie Lamontagne | Nouméa                    | Nouméa                       |
| Miss Camargue             | Frédérique Noël     | Vergèze                   | Chaudeyrac                   |
| Miss Cévennes             | Estelle Rouquette   | Pont-Saint-Esprit         | La Peyrade                   |
| Miss Champagne-Ardenne    | Marion Destenay     | Reims                     | Sedan                        |
| Miss Charente             | Émilie Saint-Geours | Angoulême                 | Angoulême                    |
| Miss Comminges            | Laetitia Arnauné    | Montréjeau                | Barbazan                     |
| Miss Corse                | Stéphanie Faby      | Porticcio                 | Porto-Vecchio                |
| Miss Côte d'Azur          | Claire Parent       | Cannes                    | La Colle-sur-Loup            |
| Miss Flandre              | Élise Duboquet      | Dunkerque                 | Tourcoing                    |
| Miss Franche-Comté        | Laetitia Gaudard    | Morvillars                | Vaire-Arcier                 |
| Miss Gascogne             | Gaëlle Laplace      | Fleurance                 | Capbreton                    |
| Miss Guadeloupe           | Sabrina Cyrille     | Baie-Mahault              | Gourbeyre                    |
| Miss Guyane               | Myriam Hyerso       | Cayenne                   | Cayenne                      |
| Miss Île-de-France        | Caroline Josse      | Bourron-Marlotte          | Chailly-en-Bière             |
| Miss Languedoc            | Raphaële Navarro    | Carnon                    | Montpellier                  |
| Miss Loire-Forez          | Alexandra Méllinas  | Saint-Galmier             | Montbrison                   |
| Miss Lorraine             | Aurélie Peter       | Villerupt                 | Saint-Étienne-lès-Remiremont |
| Miss Lyon                 | Nawal Benhlal       | Lyon                      | Lyon                         |
| Miss Maine                | Karine Tessier      | La Flèche                 | La Flèche                    |
| Miss Marche Limousin      | Priscilla Perrault  | Brive-la-Gaillarde        | Limoges                      |
| Miss Martinique           | Peggy Chény         | Fort-de-France            | Schoelcher                   |
| Miss Mayotte              | Mariame Hassani     | Mamoudzou                 | Kavani                       |
| Miss Midi-Pyrénées        | Carine Bedoya       | Toulouse                  | L'Union                      |
| Miss Normandie            | Julie Leflamand     | Ducey                     | Saint-Pierre-sur-Dives       |
| Miss Orléanais            | Delphine Dechambre  | Montargis                 | Montargis                    |
| Miss Paris                | Amélie Tessier      | Sofitel Paris Bercy       | Paris                        |
| Miss Pays de l'Ain        | Tiphaine Guerineau  | Lagnieu                   | Ferney-Voltaire              |
| Miss Pays de Savoie       | Caroline Plan       | Sevrier                   | Onnion                       |
| Miss Pays du Velay        | Sabrina Crespe      | Monistrol-sur-Loire       | Le Puy-en-Velay              |
| Miss Périgord             | Aurélie Prevel      | Bergerac                  | La Force                     |
| Miss Picardie             | Élodie Gossuin      | Saint-Quentin             | Trosly-Breuil                |
| Miss Poitou               | Marine Clouet       | Saint-Maixent-l'École     | Noirmoutier                  |
| Miss Provence             | Johanne Grall       | Saint-Raphaël             | La Londe-les-Maures          |
| Miss Réunion              | Natacha Delmas      | Saint-Denis de la réunion | Saint-André                  |
| Miss Rhône-Alpes          | Lætitia Sauzet      | Villette-d'Anthon         | Villeneuve                   |
| Miss Sologne Val de Loire | Alexandra Marlière  | Romorantin-Lanthenay      | Mosnes                       |
| Miss Wallis-et-Futuna     | Sabrina Javelier    | Mata Utu                  | Hahake                       |

## Faits marquants
Pour la première fois, Mayotte et Wallis-et-Futuna envoient une représentante au concours.
Parmi les invités, étaient présents : Wu Jianimin, Ambassadeur de Chine Populaire à Paris, Jean-Marie Bockel, Député-Maire de Mulhouse, Patrick Moraz, musicien, ex Yes et Moody blues, Étienne Mougeotte, vice-président de TF1, Patricia Kaas et Patrick Bruel. Aucun membre de la famille princière n'avait été autorisé à assister à la soirée par le Prince Rainier en raison du différent qui l'opposait à la France sur la publication du rapport parlementaire "Peillon-Montebourg". La compétition nautique "The Race" souffrira aussi de ce boycott. Le gouvernement et la police monégasque apporteront quant à eux leur collaboration à l'événement.
Shirley Bassey, devait faire partie du jury mais Xavier de Fontenay refusa de l'inviter car elle demandait une voiture alors qu'elle habitait juste en face la salle.
Pour la première fois, les musiques furent écrites par un grand compositeur en la personne de Vladimir Cosma. Certains thèmes utilisés étaient des titres non utilisés pour Un Eléphant Ca Trompe d'Yves Robert et Le Placard de Francis Véber. 
La séquence d'ouverture a été enregistrée dans le Hall de la Mairie de Montréal avec du matériel technique (grue, éclairages) et des techniciens canadiens, ainsi qu'une chorégraphe engagée à Montréal : Isabelle Delage. La deuxième partie a été enregistrée à l'Opéra de Monaco.
La chanteuse Fabienne Thibeault accompagna les candidates lors de leur séjour au Québec.
Le jour de leur arrivée, les concurrentes, leurs familles et l'ensemble de l'organisation seront invités à dîner par le Maire de Paris, Jean Tibéri dans les grands salons de l'Hôtel de Ville de Paris.
Pour les répétitions organisées dans les studios de cinéma de la Victorine-Riviera à Nice, les candidates recevront la visite amicale de l'acteur américain Michael Keaton.

## Observations